# Drosera indica
Drosera indica (лат.) — вид плотоядных растений рода Росянка (Drosera) семейства Росянковые (Droseraceae). Произрастает в тропических странах Африки и Азии, в Австралии, но отсутствующая в неотропиках. Вместе с австралийскими эндемиками D. aquatica, D. aurantiaca, D. barrettorum, D. cucullata, D. finlaysoniana, D. fragrans, D. glabriscapa, D. hartmeyerorum, D. nana, D. serpens входит в секцию Arachnopus.

## Ботаническое описание
Drosera indica — неветвящееся однолетнее травянистое плотоядное растение, поддерживаемое мочковатой корневой системой, достигает высоты 5—50 см. Листья узколинейные, длиной до 10 см с черешками 1—1,5 см. Молодые растения прямостоячие, старые стелющиеся с прямостоячими молодыми ростками. Растение может быть от жёлто-зелёного до бордового цвета. Лепестки цветков могут быть белыми, розовыми, оранжевыми или фиолетовыми. Число хромосом — 2n = 28.

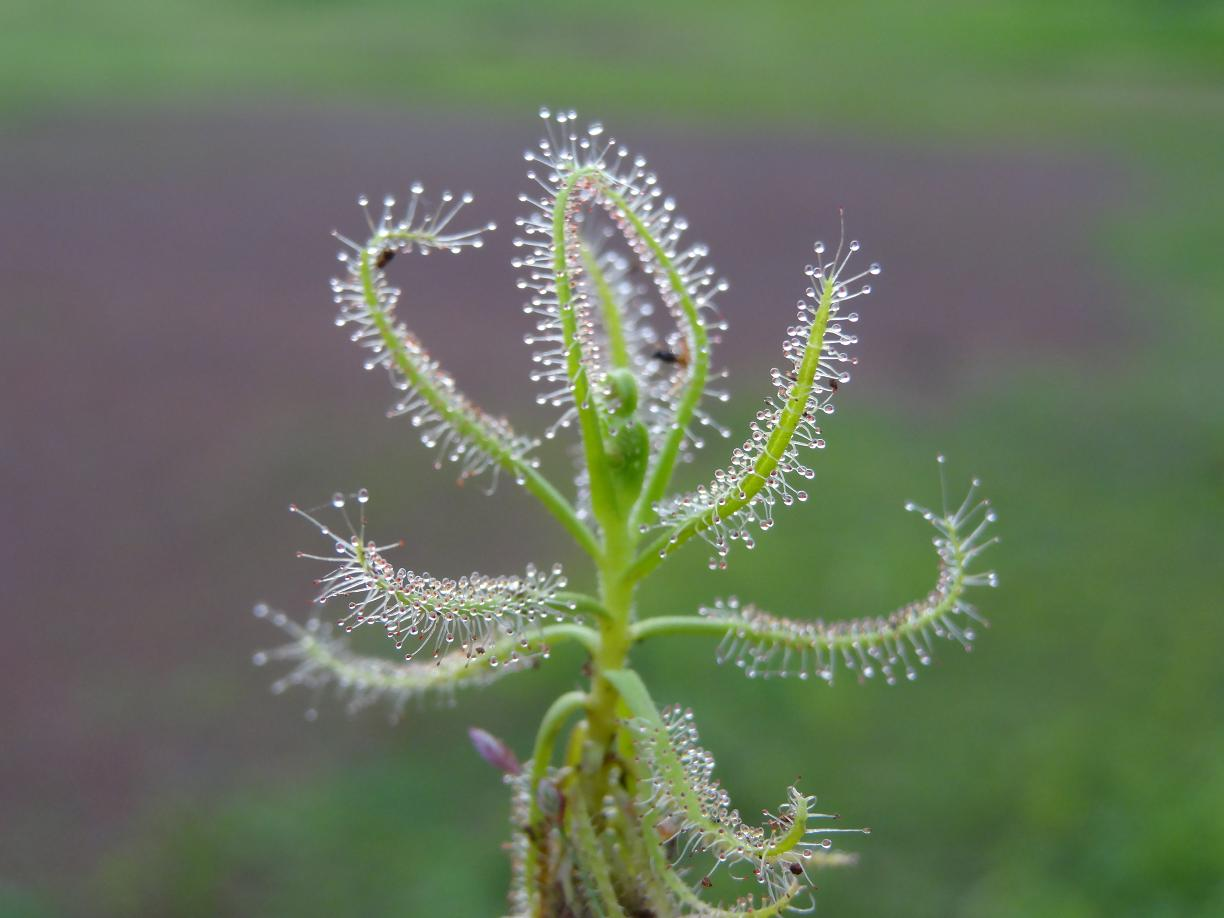
Листья Drosera indica с пойманными насекомыми
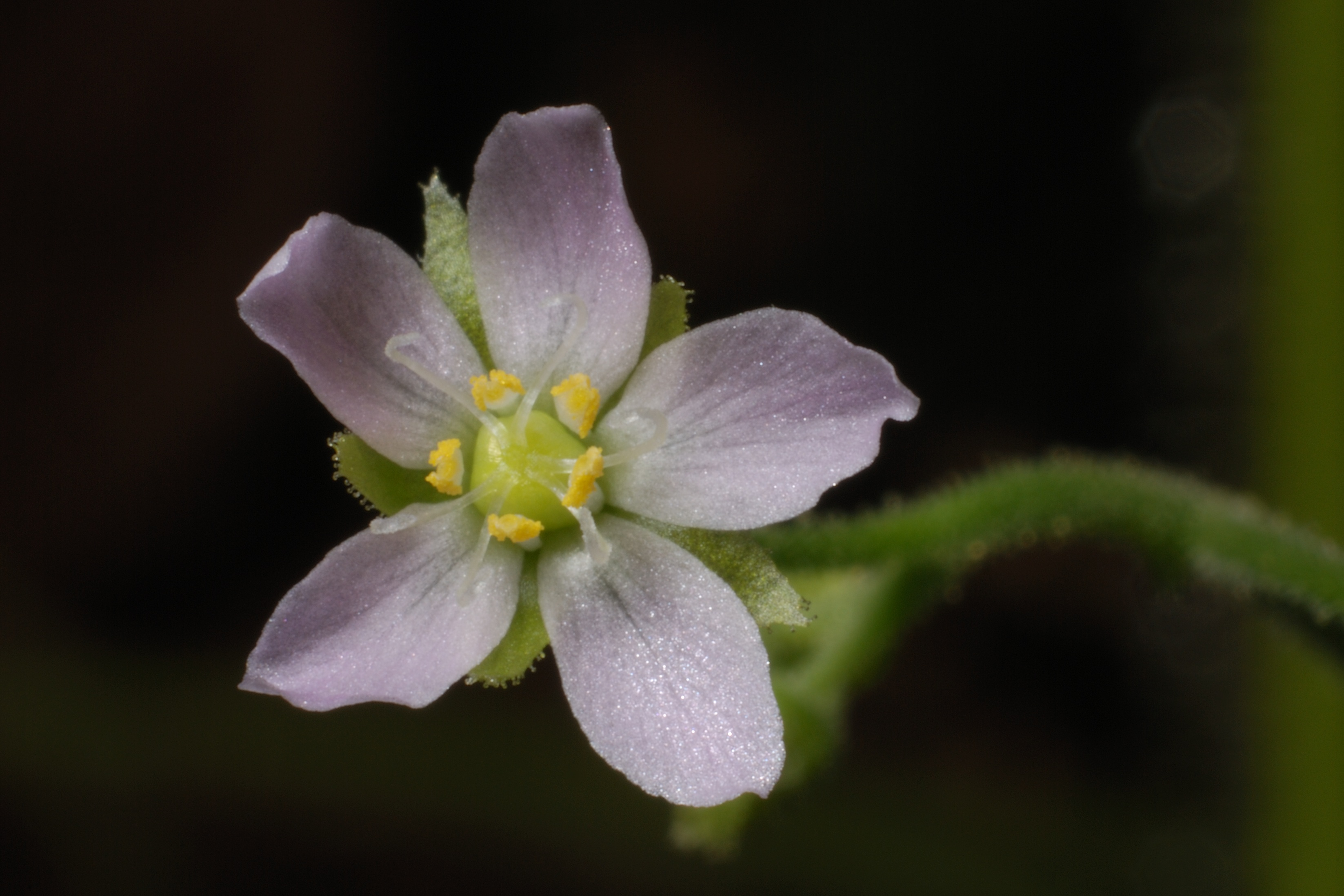
Цветок Drosera indica
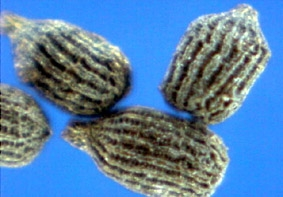
Семена Drosera indica
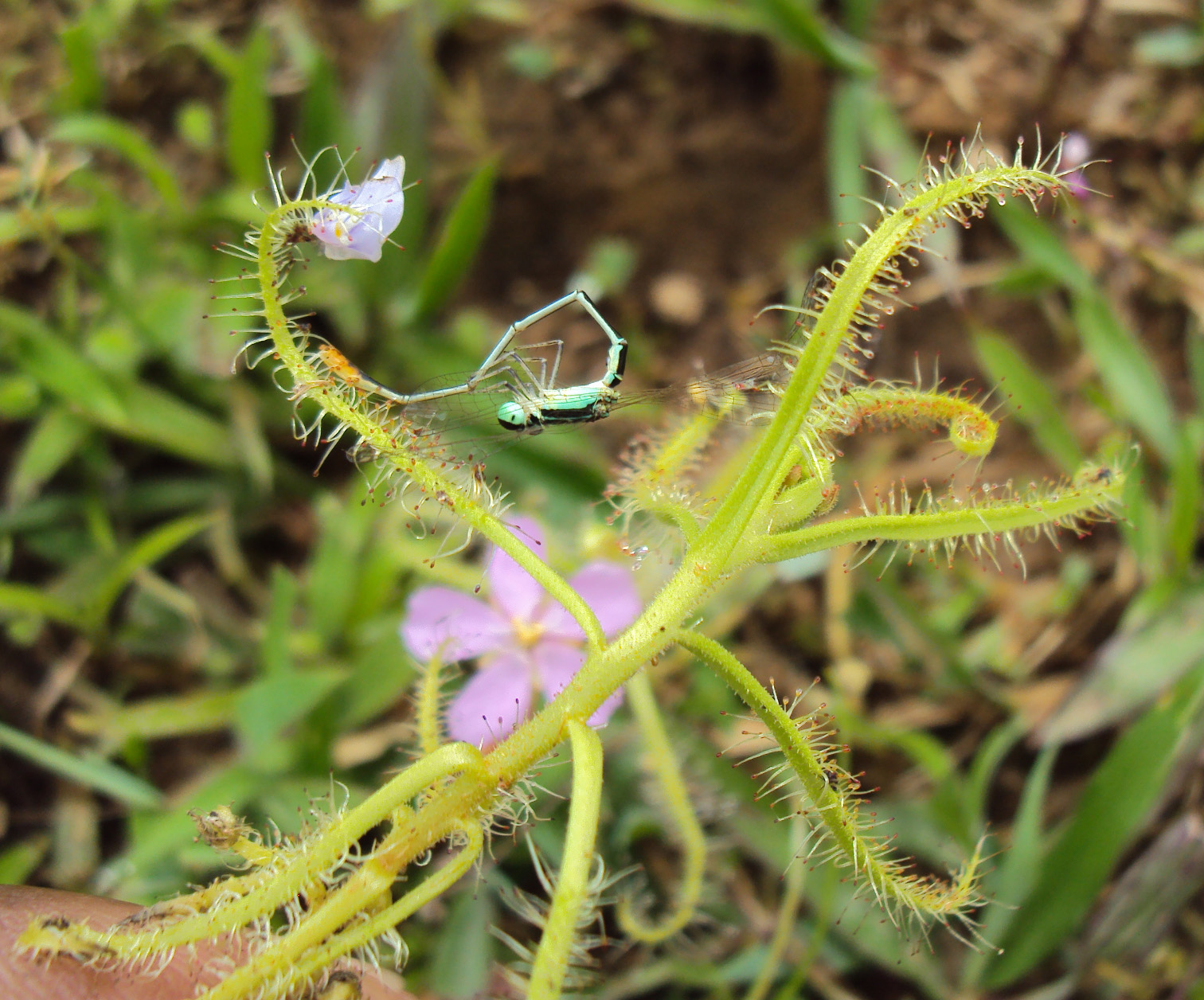
Стрекоза, пойманная росянкой Drosera indica Керала, Индия